# Cueva de Zubialde
La Cueva de Zubialde es una cueva situada en paraje de  Zubialde en el concejo de Murúa perteneciente al municipio de Cigoitia en Álava, País Vasco en España, en la parte alavesa del monte Gorbea. En 1991 se difundió el  hallazgo una serie de pinturas prehistóricas (20 figuras de animales, 13 improntas de manos, 36 dibujos simbólicos y 6 manchas informes) datadas, en una primera estimación, en la fase media y superior del periodo magdaleniense del Paleolítico Superior, pintadas hace unos 13 000 años. El hallazgo fue calificado como «santuario rupestre»  y como «el mayor hallazgo prehistórico de la última década y más importante del País Vasco». Estudios posteriores concluyeron que las pinturas eran recientes y que se trataba de una falsificación con la finalidad de realizar una estafa.

## Historia
En noviembre de 1990 el estudiante de 4º de Historia de la universidad del País Vasco Serafín Ruiz Selfa, de 29 años de edad, informó a la Diputación Foral de Álava del hallazgo de una serie de pinturas rupestres en la cueva de Zubialde, paraje perteneciente al concejo de Murúa (municipio de Cigoitia, Álava), que había descubierto en abril de ese mismo año. Se trataba de 20 figuras de animales, 13 improntas de manos, 36 dibujos simbólicos y 6 manchas informes datadas, en una primera estimación, en la fase media y superior del periodo Magdaleniense del Paleolítico Superior, pintadas entre los años 13 000 y 10 000 antes de Cristo.
El 13 de marzo de 1991 los responsables de la Diputación Foral de Álava hacen público el hallazgo, que es calificado como «el mayor hallazgo prehistórico de la última década y más importante del País Vasco» y «santuario rupestre», poniendo el conjunto pictórico a la altura de los de Altamira y Lascaux. En su informe preliminar los arqueólogos Jesús Altuna, Juan María Apellániz e Ignacio Barandiarán Maestu confirmaban la autenticidad de las mismas. Serafín Ruiz recibió 12,5 millones de pesetas como recompensa.
En su número del 22-24 de marzo del mismo año el semanario inglés The European publicó un artículo de los arqueólogos Peter Ucko, profesor de la Universidad de Southampton, y Jill Cook, del departamento de Prehistoria y Época Romana del Museo Británico en el que concluían que las pinturas eran falsas. Su afirmación se basaba en una serie de fotografías y unas declaraciones de Serafín Ruiz. En las fotografías se evidenciaban elementos desconocidos en otras pinturas similares, perspectivas extrañas en la representación de los animales y animales que ya estaban extinguidos en el periodo magdaleniense, como mamuts y rinocerontes lanudos. Este artículo fue el origen de la sospecha y los posteriores estudios sobre el hallazgo.
Un año y medio después se publicaron los resultados del estudio en profundidad realizado por el equipo de arqueólogos de la Diputación de Álava, Jesús Altuna, Juan María Apellaniz e Ignacio Barandiarán Maestu que concluía que las pinturas eran falsas y que, aún pudiendo existir temas antiguos, la totalidad de ellas había sido manipulada recientemente y que se habían hallado restos de fibras modernas de estropajo.
El hallazgo fue declarado falso y el presidente de la asociación internacional de Arte Rupestre, Jean Clottes, lo clasificó como «monumento a la falsificación». Serafín Ruiz fue encausado por estafa y, tras un largo proceso judicial, tuvo que devolver la recompensa cobrada.

## Pruebas de autentificación realizadas en diciembre de 1990
En 1990 fue sometida a una autentificación gracias a la utilización de microscopía electrónica, cromatografía, datación absoluta, etc. Así pudo apreciarse que la técnica pictórica utilizada estaba conformada por una pintura líquida, que representaba el color negro, y una pintura sólida, que representaba el color rojo. Otras de las iniciativas es la superposición del color rojo sobre el color negro y el grado de integración del pigmento en el soporte. Además muestra añadidos posteriores sobre una figura anterior.